# Lait thermisé

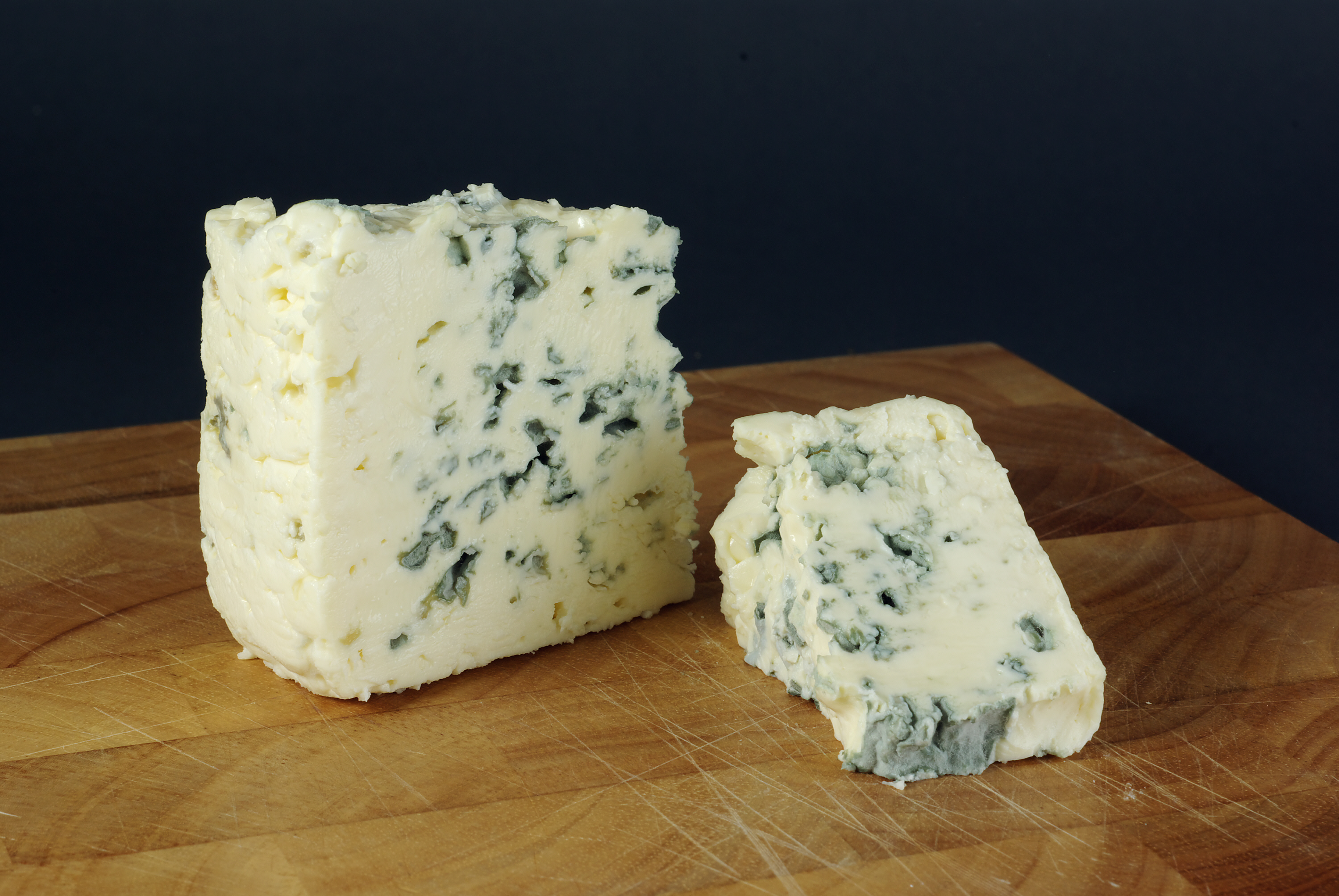
Fromage de type bleu.

Le lait thermisé est un lait cru chauffé pendant au moins 15 secondes à des températures comprises entre 57 et 68 °C, telles que le lait présente après ce traitement une réaction positive au test de la phosphatase alcaline.
Le but de ce procédé est la destruction des bactéries pathogènes avec une moindre altération du lait qu'avec la pasteurisation. Il élimine cependant une portion significative du microbiote natif, ce qui, pour la fabrication de fromages industriels, nécessite le réensemencement du lait thermisé avec des bactéries de culture,.